# Данилюк, Андрей Викторович
Андрей Викторович Данилюк (13 апреля 1958, Москва — 5 марта 
2013, там же) — советский актёр театра, заслуженный артист Российской Федерации.

## Биография
Андрей Данилюк родился 13 апреля 1958 года в Москве в семье военнослужащих. Внук Героя Советского Союза генерала армии А.Л. Гетмана. В 1975—1979 годах учился в Школе-студии МХАТ (курс В. К. Монюкова). В 1979 году был призван на срочную службу в команду артистов-военнослужащих Центрального театра Советской армии, а в 1981 году вошёл в труппу театра (с 1993 года - Центральный академический театр Российской армии). Играл на сцене театра «Вернисаж».
Мастер дубляжа и озвучивания зарубежных фильмов. Много работал на радио, озвучивал аудиокниги (В. Панов «Тайный город. Войны начинают неудачники» и др.) и компьютерные игры.
Скоропостижно скончался 5 марта 2013 года. Похоронен на Ваганьковском кладбище.

### Семья
- Сын — Михаил Данилюк, окончил РАТИ-ГИТИС в 2011 году, актёр ЦАТРА с 2013 года, работает в озвучивании и кино.[3]
- Дочь — Анастасия Херсонская (р. 1993), работает в ЦАТРА женским гримёром, учится на продюсера кино и телевидения.
- Сын — Богдан Данилюк (р. 2001),. воспитанник детской студии «Сценическая речь», лауреат и дипломант конкурсов «Юные таланты Московии» и фестивалей детского творчества «Созвездие талантов». Ныне студент Экономического Бизнес-Колледжа.
- Жена — Юлия Данилюк, театровед, дошкольный практический психолог.

## Награды
- Заслуженный артист Российской Федерации (2005).

## Творчество

### Работы в театре
- «Комическая фантазия о жизни и смерти знаменитого барона Карла Фридриха Иеронима фон Мюнхгаузена» — фельдфебель
- «Адам и Ева» — Адам
- «Холостяк» — Родион Карлович фон Фонк
- «Старик» — Яков
- «Учитель танцев» — Рикаредо
- «Кортик» — Свиридов
- «Давным-давно» (постановка А. Д. Попова) — Вельяминов; Ржевский
- «Без вины виноватые» — Миловзоров
- «Рядовые» — Буштец
- «Дама с камелиями» — Гюстав; барон де Варвиль
- «Деревья умирают стоя» — директор
- «Сватовство майора» — майор Прохоров
- «Бриллиантовая орхидея» — Гарсиа
- «Шарады Бродвея» — Хинкл
- «Британик» — Бур
- «Много шума из ничего» — Борачио
- «Приглашение в замок» — Роменвиль
- «Странная миссис Сэвидж» — Джеффри
- «Севастопольский марш» — капитан Калугин
- «Вишнёвый садик» — фотограф; Азалканов
- «Ваша сестра и пленница...» — Джузеппе
- «Давным-давно» (постановка Б.А.Морозова) — Дюсьер
- «Гамлет» — Клавдий
- «Волки и овцы» — Беркутов

"Соловьиная ночь" (постановка А.Н.Бадулина) полковник Лукьянов

### Фильмография

#### Актёр
1. 1979 — Жизнь прекрасна (СССР, Италия) — эпизод
2. 1987 — Под знаком Красного креста — эпизод
3. 2001 — Кобра. Черная кровь — Коржавин
4. 2010 — Путейцы-2 (15-я серия «Мадонна») полковник Лазарев

#### Озвучивание
1. 2011 — Гарри Поттер и Дары Смерти: часть 2 (США; англ. Harry Potter and the Deathly Hallows: Part II) — Аберфорт Дамблдор
2. 2011 — Ковбои против пришельцев (США; англ. Cowboys & Aliens)
3. 2012 — Анна Каренина (Великобритания; англ. Anna Karenina)
4. 2012 — Папа-досвидос (США; англ. That's My Boy) - Отец МакНелли
5. 2012 — Рок на века (США; англ. Rock of Ages)
6. 2012 — Хоббит: Нежданное путешествие (США, Новая Зеландия; англ. The Hobbit: An Unexpected Journey) — Двалин
7. 2013 — Джек — покоритель великанов (США; англ. Jack the Giant Slayer)
8. 2013 — Охотники на ведьм (Германия, США; англ. Hansel and Gretel Witch Hunters)
9. 2013 — Тепло наших тел (США; англ. Warm Bodies)
10. 10. 2024—League Of Legends Джакс

## Озвучивание

### Аудиокниги
- Вадим Панов «Войны начинают неудачники»